# Геомагнитная активность
Геомагнитная активность (англ. Geomagnetic activity) — возмущения магнитного поля Земли, связанные с изменениями магнитосферно — ионосферной токовой системы. Геомагнитная активность является частью солнечно-земной физики и её практической части — космической погоды. Основными проявлениями геомагнитной активности являются сильные возмущения — магнитные суббури и магнитные бури, а также слабые возмущения — разнообразные типы магнитных пульсаций.

## Формирование магнитных бурь и суббурь
В первом приближении (приближении идеальной проводимости) магнитосфера недоступна для внешней плазмы солнечного ветра, который может лишь изменить форму магнитопаузы в соответствии с условием баланса давлений на ней. Однако, когда межпланетное магнитное поле (ММП) обладает компонентой, параллельной земному магнитному диполю (южная компонента ММП), в области соприкосновения противоположно направленных ММП и земного поля происходят нарушение условия идеальной проводимости плазмы и эрозия магнитного поля. В магнитосферу попадают плазма солнечного ветра и переносимая им энергия. Этот процесс называется пороговым (триггерным) механизмом. В зависимости от темпа поступления энергии возможны три сценария реакции магнитосферы.
1. Когда скорость поступления энергии меньше или равна скорости стационарной диссипации энергии внутри магнитосферы, она не изменяет своей формы — в магнитосфере не наблюдается каких-либо существенных изменений, то есть она остается невозмущенной.
2. В случае, когда скорость поступления энергии превышает скорость стационарной диссипации, часть энергии уходит из магнитосферы по «квазистационарному каналу», что приводит к восстановлению её состояния. Роль такого канала играют магнитные суббури — процессы высвобождения магнитной энергии, накопленной в магнитосфере, путём замыкания хвостового тока вдоль магнитных линий через ионосферу в области ночной части полярного овала. Вновь образуемый ток называется «электроджет». Наиболее впечатляющее проявление суббурь — полярное сияние, возникающее в результате бомбардировки нейтральных атомов атмосферы потоками плазмы хвоста магнитосферы, ускоренной вдоль магнитных силовых линий. Магнитосфера может долгое время сбрасывать излишки энергии в полярные области обоих полушарий Земли в виде суббурь с периодичностью около 3 часов.
3. Когда скорость поступления энергии существенно превышает скорость стационарной и квазистационарной диссипации, происходит глобальная перестройка токовой системы магнитосферы и ионосферы, сопровождаемая сильными возмущениями магнитного поля на Земле, что по существу и называется магнитной бурей. Основной вклад в изменение магнитного поля вносит кольцевой ток, расположенный в области геомагнитного экватора. Поэтому в отличие от магнитных суббурь, при которых возмущения магнитного поля наблюдаются в полярных областях, во время магнитных бурь поле изменяется и на низких широтах вблизи экватора. При сильных бурях полярные сияния могут опускаться на 20—30° к экватору от полярных областей и наблюдаться на низких широтах.

Таким образом, геомагнитная активность возникает в результате резких изменений в существующих токовых системах в магнитосфере и ионосфере Земли или образования новых токовых систем. Важно отметить, что изменение кольцевого тока во время бури значительно больше электроджета, возникающего при суббурях. Однако из-за того, что кольцевой ток расположен далеко от поверхности Земли в отличие от электроджета, который практически достигает нижних слоев ионосферы и атмосферы, изменения магнитного поля на Земле во время магнитных бурь носят глобальный характер (исключением являются небольшие области вблизи магнитных полюсов) и составляют в максимуме не более 500 нТ. Изменение же магнитного поля во время суббури носит локальный характер и может составлять (1-3)·10{\displaystyle ^{3}} нТ. (Надо помнить, что постоянное поле Земли составляет около (30-50)·10{\displaystyle ^{3}} нТ, то есть в любом случае речь идет об изменениях, не превышающих несколько процентов, что значительно меньше полей техногенного происхождения).

## Геомагнитные индексы
Состояние магнитосферы описывается рядом различных индексов, рассчитываемых на основании наземных измерений магнитного поля [Mayaud, 1980]. Так как для конструирования этих индексов используются показания различных сетей магнитных станций, то в них оказываются включенными отклики различных магнитосферно-ионосферных токовых систем. Необходимо помнить, что для того, чтобы изучать связь магнитных бурь с различными явлениями и исключить из анализа авроральные явления (магнитные суббури), необходимо использовать Dst-индекс, для которого берутся измерения экваториальных станций. В случае проведения исследований влияния аврорального электроджета на различные системы лучше использовать специальный АЕ-индекс, включающий измерения высокоширотных станций в области полярного овала. Наиболее часто используемый Кр-индекс строится на основании измерений магнитных станций в широком диапазоне широт, и он чувствителен к обоим явлениям и не позволяет исследовать отдельно влияние каждой токовой системы, отдельно влияние магнитных бурь и суббурь.

## Геомагнитные пульсации
Геомагнитные пульсации представляют собой короткопериодные колебания геомагнитного поля и характеризуются квазипериодической структурой, занимая диапазон частот от тысячных долей герца до нескольких герц. В зарубежной литературе в настоящее время для обозначения этих колебаний часто используется термин ULF-wave (ultra-low-frequency). Одной из первых работ в области изучения геомагнитных пульсаций явилась работа В. А. Троицкой (1956), заложившей основы этого направления исследований. По физической природе геомагнитные пульсации это гиромагнитные волны, возбуждаемые в магнитосфере Земли и в солнечном ветре. Верхняя частота пульсаций определяется гирочастотой протонов в магнитосфере, на земной поверхности это соответствует частотному диапазону порядка 3-5 Гц.

## Солнечные источники геомагнитной активности
В спокойном солнечном ветре ММП вблизи Земли лежит в плоскости эклиптики и не является геоэффективным. Поэтому только возмущенные типы солнечного ветра могут содержать большую геоэффективную южную компоненту ММП и приводить к геомагнитной активности. Такие возмущенные типы солнечного ветра могут образоваться на Солнце только во время выбросов корональной массы (Coronal Mass Ejection — CME) и из корональных дыр, являющиеся источниками быстрых потоков солнечного ветра, которые догоняют и взаимодействуют с медленными потоками и образуют возмущенные области сжатия и деформации (так называемые Corotating Interaction region — CIR). Таким образом существуют 2 сценария передачи возмущения от Солнца к Земле и возбуждения сильной геомагнитной активности, прежде всего, магнитных бурь: 1. Выброс корональной массы (CME) => межпланетное CME (ICME, магнитное облако — Magnetic Cloud, MC), включающее южную компоненту ММП => магнитная буря. Второй сценарий: 2. Корональные дыры, формирующие быстрые потоки солнечного ветра => образование области сжатия и деформации ММП (CIR), включающей южную компоненту ММП => магнитная буря. Быстрые ICME аналогично быстрым потокам из корональных дыр могут образовывать перед собой области сжатия и деформации (так называемые Sheath), которые могут содержать южную компоненту ММП и быть геоэффективными, но и в этом случае солнечным источником бури является выброс корональной массы (то есть реализуется сценарий 1).
В СМИ, в научно-популярной (а иногда и в научной) литературе достаточно часто обсуждается вопрос о связи магнитных бурь с солнечными вспышками и предлагается прогноз магнитных бурь на основе наблюдений солнечных вспышек. Эта точка зрения возникла до начала космической эры, когда отсутствовали прямые измерения солнечного ветра и ММП, и она противоречит современным научным данным. Так как некоторые солнечные вспышки (число которых в несколько раз превышает число СМЕ и в несколько десятков раз превышает число магнитных бурь) сопровождаются СМЕ, то формально проведённый статистический анализ даёт небольшую корреляцию между вспышками и бурями. Однако, согласно современным данным, такая прямая физическая связь между солнечными вспышками и геомагнитными бурями отсутствует.

## Вариации
Геомагнитные вариации непрерывно изменяются во времени, причём такие изменения носят периодический характер.

### Суточные вариации
Суточные вариации геомагнитного поля возникают регулярно за счёт токов в ионосфере Земли, вызванных изменением освещённости земной ионосферы Солнцем в течение суток.

### 27-суточные вариации
27-суточные вариации проявляются как тенденция к повторению увеличения геомагнитной активности через каждые 27 земных суток. Эта закономерность связана с существованием долгоживущих активных областей на Солнце. Она проявляется в виде 27-суточной повторяемости магнитной активности и магнитных бурь.

### Сезонные вариации
Сезонные вариации выявляются на основании среднемесячных данных о магнитной активности. Сезонные вариации магнитной активности имеют два максимума, соответствующие времени равноденствий, и два минимума, соответствующие времени солнцестояний.

### 11-летние вариации
11-летние вариации связанные со сменой полярности магнитного поля Солнца.

### Вековые вариации
Вековые вариации - медленные вариации элементов земного магнетизма с большими периодами. Вековые вариации связанные с источниками, лежащими внутри ядра Земли.